# Идэр (Завхан)
Идэр (монг. Идэр) — сомон аймака Завхан в западной части Монголии. Численность населения по данным 2010 года составила 2 204 человек.
Центр сомона — посёлок Зуунмод, расположенный в 80 километрах от административного центра аймака — города Улиастай и в 960 километрах от столицы страны — Улан-Батора.

## География
Сомон расположен в западной части Монголии. Граничит с соседними сомонами Алдархаан, Отгон, Тосонцэнгэл, Тэлмэн и Яруу. На территории Идэра располагаются хребты Хангая.
Из полезных ископаемых в сомоне встречаются железная руда, ценные камни, строительное сырьё.

## Климат
Климат резко континентальный. Средняя температура января -32 градусов, июля +18 градусов.

## Фауна
Животный мир Идэра представлен горными баранами, косулями, лисами, корсаками, волками, дикими кошками.

## Инфраструктура
В сомоне есть школа, больница, культурные, торгово-культурные центры.